# ザ・ニュー・スタンダード
『ザ・ニュー・スタンダード』（The New Standard）は、アメリカ合衆国のジャズ・ミュージシャン、ハービー・ハンコックが1996年にヴァーヴ・レコードから発表したスタジオ・アルバム。

## 背景
ポップ・ミュージックの楽曲を取り上げた内容で、ハンコックのソロ・ピアノによる「マンハッタン」のみオリジナル曲である。ハンコックは本作では、アコースティック・ピアノの演奏に専念した。

## 反響・評価
アメリカでは総合アルバム・チャートのBillboard 200には入らなかったが、『ビルボード』のジャズ・アルバム・チャートでは2位に達した。スウェーデンのアルバム・チャートでは3週連続でトップ50入りし、最高39位を記録した。
第39回グラミー賞では、収録曲「マンハッタン」が最優秀インストゥルメンタル作曲賞を受賞した。スコット・ヤナウはオールミュージックにおいて5点満点中4点を付け「ハンコックの演奏は今なお絶好調で、燃えるようなソロがたくさん披露されている」「これらの曲が後にジャズ・スタンダードとなるかどうかは疑わしいが、ハービー・ハンコックは印象に残る『新しい』音楽の創造に成功している」と評している。なお、ニルヴァーナのカヴァー「オール・アポロジーズ」は、Christopher R. Weingartenが2019年に選出した「The 25 Best Nirvana Covers」において7位にランク・イン。

## 収録曲
1. ニューヨーク・ミニット - "New York Minute" (Don Henley, Danny Kortchmar, Kai Winding) - 8:35
  - ドン・ヘンリーのアルバム『エンド・オブ・ジ・イノセンス』（1989年）より。
2. マーシー・ストリート - "Mercy Street" (Peter Gabriel) - 8:37
  - ピーター・ガブリエルのアルバム『So』（1986年）より。
3. ノルウェーの森 - "Norwegian Wood (This Bird Has Flown)" (John Lennon, Paul McCartney) - 8:07
  - ビートルズのアルバム『ラバー・ソウル』（1965年）より。
4. ホエン・キャン・アイ・シー・ユー - "When Can I See You" (Kenny "Babyface" Edmonds) - 6:17
  - ベイビーフェイスのアルバム『フォー・ザ・クール・イン・ユー』（1993年）より。
5. バッド・ガール - "You've Got It Bad Girl" (Stevie Wonder, Yvonne Wright) - 7:15
  - スティーヴィー・ワンダーのアルバム『トーキング・ブック』（1972年）より。
6. ストロンガー・ザン・プライド - "Love Is Stronger Than Pride" (Sade Adu, Andrew Hale, Stuart Matthewman) - 8:00
  - シャーデーのアルバム『ストロンガー・ザン・プライド』（1988年）より。
7. スカボロー・フェア - "Scarborough Fair" (Paul Simon, Art Garfunkel[1]) - 8:24
  - イギリス民謡。サイモン&ガーファンクルのアルバム『パセリ・セージ・ローズマリー・アンド・タイム』（1966年）収録のヴァージョンを元にしている。
8. シーヴス・イン・ザ・テンプル - "Thieves in the Temple" (Prince) - 7:33
  - プリンスのアルバム『グラフィティ・ブリッジ』（1990年）より。
9. オール・アポロジーズ - "All Apologies" (Kurt Cobain) - 5:08
  - ニルヴァーナのアルバム『イン・ユーテロ』（1993年）より。
10. マンハッタン - "Manhattan (Island of Lights and Love)" (Herbie Hancock, Jean Hancock) - 4:06

### 日本盤&ヨーロッパ盤ボーナス・トラック
1. ユア・ゴールド・ティースII - "Your Gold Teeth II" (Donald Fagen, Walter Becker) - 5:14
  - スティーリー・ダンのアルバム『うそつきケイティ』（1975年）より。

### 日本スペシャル・エディション盤(POCJ-9091/2)ボーナス・ディスク
1996年8月の「ライヴ・バイ・ザ・レイク河口湖」におけるライヴ録音を収録。
1. バッド・ガール - "You've Got It Bad Girl" (S. Wonder, Y. Wright) - 21:03
2. シーヴス・イン・ザ・テンプル - "Thieves in the Temple" (Prince) - 17:42
3. ドルフィン・ダンス - "Dolphin Dance" (H. Hancock) - 12:09

## 参加ミュージシャン
- ハービー・ハンコック - ピアノ
- マイケル・ブレッカー - ソプラノ・サクソフォーン、テナー・サクソフォーン
- ジョン・スコフィールド - エレクトリック・ギター、アコースティック・ギター、エレクトリック・シタール
- デイヴ・ホランド - ベース
- ジャック・ディジョネット - ドラムス、エレクトリック・パーカッション
- ドン・アライアス - パーカッション

アディショナル・ミュージシャン
- ストリングス(on #2, #3, #4, #6)
  - リリ・R・ハイドン、マーガレット・R・ウートゥン、リチャード・S・グリーン - ヴァイオリン
  - キャメロン・L・ストーン - チェロ
- ウッドウィンズ&ブラス(on #2, #3, #6)
  - サム・ライニー、ウィリアム・E・グリーン - フルート、アルトフルート
  - ゲイリー・ハービッグ - フルート、バスクラリネット
  - ジーン・チプリアーノ - オーボエ、イングリッシュホルン
  - レスター・ロヴィット、オスカー・ブレイシアー - トランペット、フリューゲルホルン
  - モーリス・スピアーズ - バストロンボーン
  - スゼット・モリアーティ - フレンチホルン